# Kasturavalli, Hassan
Kasturavalli là một làng thuộc tehsil Hassan, huyện Hassan, bang Karnataka, Ấn Độ.